# 8th FILM DABIN 프로젝트 : 이채은 배우전
"8th FILM DABIN 프로젝트 : 이채은 배우전"은 한국에서 제작된 임오정 감독의 2017년 드라마 영화이다. 이채은 등이 주연으로 출연하였다.

## 출연

### 주연
- 이채은
- 서영주
- 이정아
- 이희준